# یوفوییسم
یوفوییسم (انگلیسی: Euphuism) یک سبک ادبی ظریف است که در دوران الیزابت مد بود. سبک یوفوییسم از استفاده مکرر از واج‌آرایی، برابر نهاد، تعادل، و تشبیه با ارجاع به طبیعت و داستان‌های اساطیری شکل گرفت. یوفوییسم در دهه ۱۵۸۰ در دربار الیزابت مد بود. منشأ آن را می‌توان به نویسنده اسپانیایی آنتونیو دو گوارا جست‌وجو کرد، که نثر پرزرق و برق و تکلف‌گرایانه او در سراسر اروپا بسیار محبوب شد، و اثر او ساعت شاهزاده‌ها، که در سال ۱۵۵۷ توسط توماس نورث به انگلیسی ترجمه شد، در دوران الیزابت به اوج محبوبیت رسید.

## اصول
در جمله یوفوییستیک اصول برابر نهاد و تعادل تا حد افراط به‌کار رفته بود و عمداً بدون توجه به معنا از تعادل استفاده می‌کرد. جان لیلی سه اصل ساختاری اساسی آن را این‌گونه تنظیم کرد:
- عباراتی با طول مساوی که پشت سر هم قرار می‌گیرند
- تعادل عناصر کلیدی کلامی در جملات متوالی

- مطابقت صداها و هجاها، به‌ویژه بین کلماتی که قبلاً در برابر یکدیگر متعادل شده‌اند